# جان اس. وا
جان استوارت وا (به انگلیسی: John S. Waugh) (۲۵ آوریل ۱۹۲۹–۲۲ اوت ۲۰۱۴) یک شیمی‌دان اهل آمریکا و استاد دانشگاه در مؤسسه فناوری ماساچوست بود. او به دلیل توسعه نظریه آرایه همیلتون و استفاده از آن برای توسعه طیف‌سنجی رزونانس مغناطیسی هسته‌ای به حالت جامد، شناخته شده‌است.